# Noyers (Haute-Marne)
Noyers település Franciaországban, Haute-Marne megyében. Lakosainak száma 95 fő (2022. január 1.). Noyers Buxières-lès-Clefmont, Daillecourt, Val-de-Meuse, Ninville és Rangecourt községekkel határos.

## Népesség
A település népességének változása:
| Lakosok száma | 133  | 90   | 82   | 84   | 71   | 80   | 83   | 90   | 94   | 95   |
|               | 1968 | 1982 | 1990 | 2006 | 2013 | 2015 | 2017 | 2019 | 2020 | 2022 |